# Свети Спас (Скопие)
Вижте пояснителната страница за други значения на Свети Спас.
„Възнесение Господне“ или „Свети Спас“ е православна църква в столицата на Северна Македония Скопие. Църквата, смятана за един от най-важните паметници на културата в града, е разположена източно от крепостта Скопско кале.
Църквата е трикорабна, като средният кораб е засводен, а страничните са равни и покрити с греди. В западната част има галерия за жени. На южната стена над денешното ниво на пода при ремонта на църквата в 1963 – 64 година е открит живописен слой от XVI – XVII век. Окончателният си вид църквата добива в XIX век. В 1825 година е довършен иконостасът, дело на майсторите Петър Филипов и Макрий Негриев, а в 1867 година са изписани част от престолните икони. Сред стилизираната растителност на иконостаса майсторите издълбават свои автопортрети и под тях има надпис, направен с туш:
| „ | Перви майсторъ Петре Филиповичъ от Гари, Макриа от Галичник, Марко от Гари, Дебрани от Мала река 1825. | “ |

В 1854 година Дичо Зограф изписва много от иконите в църквата.
Иконостасът и иконите са платени от занаятчийските еснафи в Скопие.
В каменен саркофаг в двора на „Свети Спас“ се намират посмъртните останки на българския революционер Гоце Делчев (1872 – 1903), подарени от българската комунистическа власт на Югославия в 1946 година.

## Галерия
- Входът към църквата „Свети Спас“
- Саркофагът с костите на Гоце Делчев в двора на „Свети Спас“
- Църквата Свети Спас